# The Endless River (album)
The Endless River is een album uit 2014 en het laatste van Pink Floyd.
David Gilmour en Nick Mason hebben het album gemaakt, zonder Richard Wright en Roger Waters. Het album is merendeels uit de sessies gemaakt van The Division Bell uit 1994, waardoor Richard Wright postuum te horen is. Het album is op "Louder than Words" na instrumentaal. Het album was het snelst verkochte album op vinyl in het Verenigd Koninkrijk sinds 1997.

## Tracklist
| Nr. | Titel                        | Schrijver(s)                | Duur |
| --- | ---------------------------- | --------------------------- | ---- |
| 1.  | Things Left Unsaid           | David Gilmour, Rick Wright  | 4:26 |
| 2.  | It's What We Do              | Gilmour, Wright             | 6:17 |
| 3.  | Ebb and Flow                 | Gilmour, Wright             | 1:55 |
| 4.  | Sum                          | Gilmour, Wright, Nick Mason | 4:48 |
| 5.  | Skins                        | Gilmour, Wright, Mason      | 2:37 |
| 6.  | Unsung                       | Wright                      | 1:07 |
| 7.  | Anisina                      | Gilmour                     | 3:16 |
| 8.  | The Lost Art of Conversation | Wright                      | 1:42 |
| 9.  | On Noodle Street             | Gilmour, Wright             | 1:42 |
| 10. | Night Light                  | Gilmour, Wright             | 1:42 |
| 11. | Allons-y (1)                 | Gilmour                     | 1:57 |
| 12. | Autumn '68                   | Wright                      | 1:35 |
| 13. | Allons-y (2)                 | Gilmour                     | 1:32 |
| 14. | Talkin' Hawkin               | Gilmour, Wright             | 3:29 |
| 15. | Calling                      | Gilmour, Anthony Moore      | 3:37 |
| 16. | Eyes to Pearls               | Gilmour                     | 1:51 |
| 17. | Surfacing                    | Gilmour                     | 2:46 |
| 18. | Louder than Words            | Gilmour, Polly Samson       | 6:36 |

| Nr. | Titel   | Schrijver(s)    | Duur |
| --- | ------- | --------------- | ---- |
| 19. | TBS9    | Gilmour, Wright | 2:27 |
| 20. | TBS14   | Gilmour, Wright | 4:11 |
| 21. | Nervana | Gilmour         | 5:30 |

| Nr. | Titel      | Schrijver(s) | Duur |
| --- | ---------- | ------------ | ---- |
| 22. | Anisina    | Gilmour      | 2:49 |
| 23. | Untitled   | Wright       | 1:22 |
| 24. | Evrika (A) | Wright       | 5:58 |
| 25. | Nervana    | Gilmour      | 5:32 |
| 26. | Allons‐y   | Gilmour      | 6:00 |
| 27. | Evrika (B) | Wright       | 5:33 |

- MusicBrainz release group: 38b4c840-16ce-40fa-b7c0-a354b7c87178

Nummers van Pink Floyd